# Afri-Cola

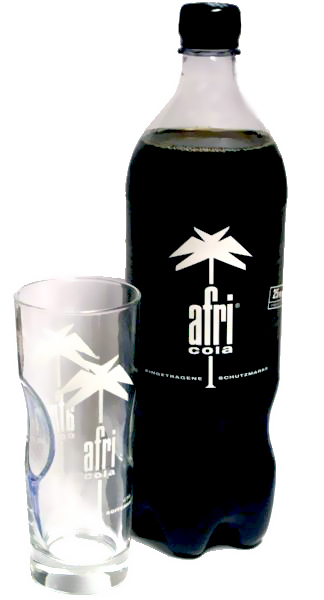
Bottiglia e bicchiere Afri-Cola

Afri-Cola è una cola prodotta in Germania.
Il marchio Afri-Cola è stato registrato nel 1931 dalla compagnia tedesca F. Blumhoffer Nachfolger GmbH.  Attualmente appartiene alla Mineralbrunnen Überkingen-Teinach AG.
Nella cruenta competizione degli anni sessanta, questa bevanda perse la sua influenza nel mercato tedesco. Il fotografo e designer Charles Wilp ha creato una campagna pubblicitaria per rilanciarne l'immagine. Il suo slogan più celebre è « Everything is in Afri-Cola... ».  La stessa società produce Bluna, una bevanda all'arancia.
Oggi i diritti di Afri-Cola e di Bluna appartengono a Mineralbrunnen Überkingen-Teinach AG. L'azienda ha tentato nel 1998 di sfruttare la tendenza al vintage per lanciare prodotti sul mercato tedesco. Nel tempo ebbe diversi contenuti di caffeina, fino a ripristinare, il primo aprile 2006 la ricetta originale, con un contenuto di caffeina di 250 mg/L.